# Cadillac Mountain
Cadillac Mountain ist ein Berg auf der Insel Mount Desert Island vor der Küste des Bundesstaats Maine in den Vereinigten Staaten. Er liegt inmitten des Acadia National Parks und hat eine Höhe von 470 m. Sein Gipfel gilt als der Punkt in den Vereinigten Staaten, den die Strahlen der aufgehenden Sonne als erstes treffen.
In der letzten Eiszeit war Mount Desert Island von einer bis zu 3 km dicken Eisschicht bedeckt. Nach dem Abschmelzen des Eises wurden abgerundete Berge, langgestreckte Seen, unzählige Gesteinsbrocken und der rund 9 km lange und 40 m tiefe Somes Sound sichtbar, der einzige Fjord an der Ostküste der Vereinigten Staaten. Der Berg besteht überwiegend aus rosafarbigem Granit und ist mit Tannen- und Kiefernwäldern bedeckt. Oberhalb der Baumgrenze sind subalpine Pflanzen und Blumen vorherrschend, zum Beispiel Fingerkraut, Heidelbeeren und Moosbeeren.
Der Cadillac Mountain hieß früher Green Mountain, wurde jedoch im Jahr 1918 umbenannt. Namensgeber war der Franzose Antoine de la Mothe Cadillac, ein Abenteurer und Visionär, der 1688 vom Gouverneur Neufrankreichs ein Stück Land in Akadien (heute Maine) einschließlich Mount Desert Island erhielt, um dort, allerdings vergeblich, eine Seigneurie zu errichten.
Zwischen 1883 und 1890 fuhr die Green Mountain Railway, eine Zahnradbahn, zum Gipfel des Cadillac Mountains und brachte die Fahrgäste zum dortigen Green Mountain Hotel. Die Strecke war 1,83 km lang und führte von Bar Harbor, der größten Stadt der Insel, zum Hotel, wurde aber schon 1890 wieder stillgelegt. Das Hotel brannte 1895 ab und wurde nicht wieder aufgebaut. Seit 1931 führt eine 6 km lange Asphaltstraße in vielen Windungen auf den Berg, aber auch verschiedene Wanderwege laden zur Gipfelbesteigung ein, von dem man eine spektakuläre Aussicht auf den Nationalpark und die zahlreichen umliegenden Inseln hat. Ein Schauspiel besonderer Art sind die Sonnenaufgänge, bei denen sich oft mehrere Hundert Schaulustige auf dem Gipfel versammeln, um die ersten Sonnenstrahlen der Nation zu sehen.